# Danilo Alves Rodrigues
Danilo Alves Rodrigues (sinh ngày 15 tháng 4 năm 1996), hay Danilo, là một cầu thủ bóng đá người Brasil thi đấu cho Penafiel theo dạng cho mượn từ Grêmio Anápolis.

## Sự nghiệp câu lạc bộ
Anh ra mắt chuyên nghiệp tại Giải bóng đá hạng nhất quốc gia Bồ Đào Nha cho Penafiel vào ngày 21 tháng 12 năm 2016 trong trận đấu trước Leixões.